# Luci mie traditrici
Luci mie traditrici (dt.: „Meine trügerischen Augen“) ist eine Kammeroper in zwei Akten von Salvatore Sciarrino (Musik) mit einem eigenen Libretto nach dem Giacinto Andrea Cicognini zugeschriebenen Drama Il tradimento per l’onore. Sie wurde am 19. Mai 1998 unter dem deutschen Titel Die tödliche Blume im Schlosstheater Schwetzingen uraufgeführt.

## Handlung

### Erster Akt
Prolog. Eine unbegleitete Stimme hinter dem Vorhang beklagt in schwärmerischen Worten den Verlust der geliebten Person.
Szene 1 (Garten, Morgen). Der Graf möchte eine Rose pflücken. Die Gräfin schlägt vor, das an seiner Stelle zu tun. Trotz seiner Warnung sticht sie sich an den Dornen. Der Graf wird ohnmächtig, da er kein Blut sehen kann.
Buio (Dunkel)
Szene 2 (Garten, Morgen). Nachdem sich der Graf wieder erholt hat, unterhalten sich die beiden über die Liebe. Die Gräfin glaubt, dass Liebende wagemutig seien – der Graf dagegen hält Liebende für furchtsam. Beide versichern sich ihrer Liebe. Ein Diener hat ihr Gespräch belauscht und klagt über sein Leid, da er die Gräfin liebt.
Intermezzo I
Szene 3 (Garten, Mittag). Am Mittag trifft ein Gast ein. Er bewundert die Schönheit der Gräfin. Diese zeigt sich für sein Werben empfänglich. Beide sind erschrocken und verwirrt wegen der Unwiderstehlichkeit ihrer Gefühle.
Szene 4 (Garten, Mittag). Der eifersüchtige Diener belauscht das Rendezvous der Gräfin mit dem Gast. Die beiden verabreden ein weiteres Treffen hinter den Jasminsträuchern.
Buio (Dunkel) II
Szene 5 (Innen, Mittag). Der Diener verrät dem erschütterten Grafen, was er beobachtet hat. Der sieht sich gezwungen, seine Frau zu ermorden, um seine Ehre zu retten. Er schickt den Diener zu den Jasminsträuchern, um aufzupassen. Nach einer Weile kommt der Diener zurück, da er die Gräfin nicht gesehen hat. Der Graf gibt ihm ihren Zimmerschlüssel und fordert ihn auf, die Tür leise zu öffnen.

### Zweiter Akt
Szene 6 (Innen, zur Dämmerung). Das Grafenpaar hat sich wieder versöhnt. Die Gräfin zeigt Reue, und der Graf hat ihr scheinbar vergeben. Die Gräfin versichert ihm, dass sie ihn so sehr liebe wie er seine eigene Seele. Auch der Graf schwört ihr ewige Liebe. Sie verabreden ein Treffen nach dem Abendessen, wenn er von seiner Reise nach Pietramala zurückgekehrt ist. Die Gräfin nennt ihn „mein Paradies“ – er bezeichnet sie als „mein Liebes-Inferno“.
Intermezzo II
Szene 7 (Innen, Abend). Als der Graf zum Treffen kommt, macht er geheimnisvolle Andeutungen. Sie stickt für ihn einen Myrtenzweig auf ein Kissen. Der Graf meint, dass eine Zypresse gut dazu passen würde – doch hätte sie nicht genug Zeit für beides. Die Gräfin zieht sich zurück, um sich zu entkleiden. Er will sie erwarten.
Intermezzo III
Szene 8 (Zimmer, Nacht). Die Gräfin bemerkt die Traurigkeit des Grafen. Er deutet an, dass nur sie ihn davon heilen könne. Sie versichert, dass sie ihr Leben für ihn geben würde, und bietet an, ihre Liebe im Bett zu beweisen. Der Graf besteht darauf, die Fackel zu entzünden, um „die Treue zu beglaubigen“. Er fordert sie auf, die Vorhänge des Betts zurückzuziehen und mit dem zu sprechen, der dort liege – der, den sie zu sehr liebte. Als sie zögert, hilft er ihr dabei. Dann tötet er sie ebenfalls: „Euch gehört dieser Dorn, ich will euch stechen.“ Der Graf weiß, dass er von nun an „in Qualen leben“ wird.

## Gestaltung
Der Titel Luci mie traditrici ist einer Textzeile der Gräfin in der dritten Szene entnommen. Diese „trügerischen Augen“ stehen für das „Abweichen vom Pfad der Tugend“. Die Gräfin und ihr Gast beginnen ihre Sünde dadurch, dass sie sich gegenseitig ansehen, und auch der Graf täuscht seiner Frau die Vergebung nur vor. Es handelt sich um eine „Tragödie des Sehens“. Der Name des Grafen „Malaspina“ bedeutet wörtlich „Bösdorn“.
Der einem Schauspiel von 1664 entnommene Text ist stark komprimiert und auf kurze Satzfragmente reduziert. Die eigentliche Handlung wird in den Worten nur angedeutet. Diese erinnern an den alten Madrigalstil. Die Gesangslinien sind äußerst reduziert. Sie verzichten auf Vibrato und verwenden oft einen Flüsterton. Ähnliches gilt für die Instrumentalbegleitung mit Flageoletts und Schabegeräuschen der Streicher und Luftgeräuschen der Bläser. Sciarrino folgt darin wie zuvor bereits Luigi Nono (Prometeo, 1984) und Luciano Berio (Un re in ascolto, ebenfalls 1984) der Arte Povera.

„Die lediglich aus der Abfolge von Tonsprüngen und chromatischen Tonschritten bestehende Faktur wird in einem orchestralen Zwischenspiel als befremdliche Abfolge von Dur- und Mollakkorden exponiert und in zwei weiteren systematisch atomisiert. Was wir dazwischen als Geräusche aus den Instrumenten hören, ist der Rest dieser entflammten und im Blutrausch vergehenden Liebe: Psychogramm einer seelischen Zerrüttung.“

### Instrumentation
Die Orchesterbesetzung der Oper enthält die folgenden Instrumente:
- Holzbläser: zwei Flöten (2. auch Altflöte), Klarinette (auch Bassklarinette), zwei Fagotte, zwei Altsaxophone
- Blechbläser: zwei Trompeten, zwei Posaunen
- Schlagzeug (2 Spieler): Tamtam, Große Trommel, Stahlplatte, Crotales, 2 Röhrenglocken, 2 Plattenglocken
- Streicher (solistisch): zwei Violinen (vier in den Zwischenspielen des zweiten Akts), eine Bratsche (zwei in den Zwischenspielen des zweiten Akts), ein Violoncello, ein Kontrabass

## Werkgeschichte
Salvatore Sciarrinos Kammeroper Luci mie traditrici ist ein Auftragswerk der Schwetzinger Festspiele. Das Libretto richtete Sciarrino selbst ein. Es basiert auf dem 1664 in Rom erschienenen Drama Il tradimento per l’onore, in dem der Mord des Renaissancekomponisten Carlo Gesualdo, Fürst von Venosa, an seiner Frau und deren Liebhaber verarbeitet wurde. Dieses Werk wurde Giacinto Andrea Cicognini zugeschrieben, stammt aber in Wirklichkeit von Francesco Stramboli. Der Prolog zitiert eine Elegie des Komponisten Claude Le Jeune auf einen Text von Pierre de Ronsard. Die Oper entstand in den Jahren 1996 bis 1998. Sie trägt die Widmung „à Marilisa Pollini qui m’a sauvé la vie“ („an Marilisa Pollini, die mir das Leben gerettet hat“).
Die Uraufführung fand am 19. Mai 1998 unter dem deutschen Titel Die tödliche Blume im Schlosstheater Schwetzingen statt. Pascal Rophé leitete das Radio-Sinfonieorchester Stuttgart. Die Inszenierung stammte von Peter Oskarson, Ausstattung und Kostüme von Birgit Angele und das Lichtdesign von Uwe Belzner. Es sangen Sharon Spinetti (Gräfin), Kai Wessel (Gast und Stimme), Georg Nigl (Diener) und Paul Armin Edelmann (Graf).
Luci mie traditrici gehört zu den erfolgreichsten Werken Sciarrinos. Die Oper wurde weltweit bereits mehr als 100 Mal gespielt. Aufführungen gab es 1998 in Wien, 1999 in Luzern, 2000 in Paris, 2001 in Brüssel und New York, 2002 in Wuppertal, Madrid, Kufstein (Tiroler Festspiele Erl), Turin und Berlin, 2003 in Koblenz, 2006 in Warschau, 2007 in Lyon, 2008 in Salzburg und Wien, 2009 in Madrid und Posen, 2010 in Berlin und Montepulciano, 2011 in Frankfurt, Buenos Aires und Passau, 2012 in Moskau, 2013 in Buxton, 2014 in Tongyeong (Süd-Korea) und Göteborg, 2015 in Wien, 2016 in Bologna und Berlin, 2018 am Theater Lübeck sowie 2020 in der Stuttgarter Staatsoper.

## Aufnahmen
- 2000 – Beat Furrer, (Dirigent), Klangforum Wien.
 Annette Stricker (Gräfin und Stimme), Kai Wessel (Gast), Simon Jaunin (Diener), Otto Katzameier (Graf).
 Studio-Aufnahme.
 Kairos 0012222 (1 CD).[8]:16972[9]
- 2002 – Tito Ceccherini (Dirigent), Ensemble Risognanze.
 Junko Saito (Gräfin), Galina Tchernova (Gast), Ralph Heiligtag (Diener), Timothy Sharp (Graf), Beate Gabriel (Stimme).
 Live von den Tiroler Festspielen Erl.
 Stradivarius STR 33645 (T01) (1 CD).[8]:16971[10]
- Oktober 2002 – Rüdiger Bohn (Dirigent), Orchester der Zeitgenössischen Oper Berlin.
 Márta Rósza (Gräfin), David Cordier (Gast und Stimme), Dorin Mara (Diener), Jonathan de la Paz Zaens (Graf).
 Live aus dem Hebbel-Theater Berlin.[8]:16973
- 2010 – Marco Angius (Dirigent), Ensemble Algoritmo.
 Nina Tarandek (Gräfin), Roland Schneider (Gast), Simon Bode (Diener), Christian Miedl (Graf).
 Live aus Montepulciano; Koproduktion der Oper Frankfurt mit dem Cantiere Internazionale d’Arte.
 Video: EuroArts 2059038 (DVD).
 Audio: Stradivarius STR33900 (CD).[11][12]